# ذراع لعوج (يهر)

تعديل مصدري - تعديل

ذراع لعوج هي إحدى قرى عزلة يهر بمديرية يهر التابعة لمحافظة لحج، بلغ تعداد سكانها 78 نسمة حسب تعداد اليمن لعام 2004.